# Ramón Cardozo
Ramón Idalécio Cardozo (ur. 21 kwietnia 1986 w Villarrica) – paragwajski piłkarz występujący na pozycji napastnika, obecnie zawodnik Tacuary.

## Kariera klubowa
Cardozo jest wychowankiem skromnej drużyny Club Primero de Marzo z siedzibą w mieście San Antonio. W późniejszym czasie przeniósł się do rywala zza miedzy, Club Atlético Ytororo z ligi regionalnej, natomiast profesjonalną karierę rozpoczął jako dziewiętnastolatek w ekipie Tacuary FC ze stołecznego Asunción. W paragwajskiej Primera División zadebiutował w 2005 roku, natomiast w sezonie 2006 zajął ze swoją drużyną trzecie miejsce w lidze, pozostając rezerwowym drużyny. Podobną rolę pełnił w portugalskim drugoligowcu FC Penafiel, do którego był wypożyczony wiosną 2007. W sezonie 2006/2007 zajął z nim ósme miejsce w Liga de Honra. Po powrocie do Tacuary wziął udział w pierwszym międzynarodowym turnieju w karierze, Copa Sudamericana i wywalczył sobie miejsce w wyjściowej jedenastce.
Cały sezon 2010 Cardozo spędził na kolejnym wypożyczeniu, tym razem do stołecznego Cerro Porteño. Zarówno w wiosennej fazie Apertura, jak i jesiennych rozgrywkach Clausura osiągnął z nim wicemistrzostwo Paragwaju. Wiosną 2012 na zasadzie półrocznego wypożyczenia zasilił peruwiański León de Huánuco, z którym mimo regularnej i dobrej gry w pierwszym składzie nie odniósł większych sukcesów.

## Kariera reprezentacyjna
W seniorskiej reprezentacji Paragwaju Cardozo zadebiutował za kadencji selekcjonera Gerardo Martino, 25 maja 2011 w przegranym 2:4 meczu towarzyskim z Argentyną, kiedy to obydwie drużyny wystawiły jedynie piłkarzy grających w rodzimej lidze.